# Ana Roš
Ana Roš (* 1972 in Šempeter pri Gorici) ist eine slowenische Spitzenköchin.

## Leben
Ana Roš war in ihrer Jugend Mitglied des jugoslawischen Ski-Nationalteams. Ursprünglich strebte sie eine Karriere als Diplomatin an und studierte an der diplomatischen Akademie in Triest. Der Weg führte sie jedoch überraschend in die Gastronomie, als sie zusammen mit ihrem damaligen Lebensgefährten Valter Kramar den Gasthof seiner Eltern, das Hiša Franko, übernahm und zu einem renommierten Gourmetrestaurant umgestaltete. Sie lebt und arbeitet mit ihrer Familie in Kobarid.

## Wirken
Ana Roš, eine Autodidaktin in der Kochkunst, machte sich international einen Namen. Ihr Restaurant Hiša Franko wurde 2023 als erste slowenische Gaststätte mit drei Michelin-Sternen ausgezeichnet. Roš’ Stil ist in der lokalen alpinen Küche verwurzelt, wobei sie großen Wert auf saisonale und lokale Zutaten legt. Im Jahr 2017 wurde sie von den World’s 50 Best Restaurants als „weltbeste Köchin“ geehrt. Neben dem Hiša Franko betreibt sie auch das Jaz in Ljubljana, das sich durch eine alltäglichere Küche auszeichnet, die ebenfalls die Diversität Sloweniens widerspiegelt. Ihre Arbeit prägte nicht nur die Gastronomieszene in Slowenien, sondern auch das internationale Image des Landes.